# CodeLite
CodeLite es un entorno de desarrollo integrado libre y multiplataforma para el lenguaje de programación C/C++. CodeLite es distribuido bajo los términos de la licencia GNU General Public License.

## Historia
En agosto de 2006, Eran Ifrah, Creador de CodeLite, comenzó un pequeño proyecto llamado "CodeLite". Su idea era crear una librería de Auto-completado basándose en ctags, SQLite (de ahí, CodeLite) y Yacc un parser que puede ser usado por otros IDEs. 
Se desarrolló LiteEditor, una aplicación para demostrar las funcionalidades de CodeLite. LiteEditor se convirtió con el tiempo en un eficiente entorno para programación y así nació CodeLite.

## General
CodeLite es una IDE multiplataforma libre y de código abierto para los lenguajes C/C++ que usa wxWidgets para su interfaz gráfica. Para cumplir con el espíritu de código abierto de CodeLite, se compila y depura usando solo herramientas libres (MinGW y GDB).
CodeLite ofrece gestión de proyectos (espacios de trabajo/proyectos), completación de código, navegación por los ficheros fuente, resaltado de syntaxis, integración con Subversion, Cscope y UnitTest++, un debugger interactivo montado sobre gdb y un editor de código potente, basado en Scintilla
CodeLite se distribuye bajo licencia la licencia GNU General Public License v2 o posterior.